# Allan Sekula
Allan Sekula, född 15 januari 1951 i Erie, Pennsylvania, död 10 augusti 2013 i Los Angeles, Kalifornien, var en amerikansk konstnär och författare baserad i Kalifornien där han även arbetade på California Institute of the Arts.
Sekula är främst känd för sina fotografier, som han använde för att skapa utställningar, böcker och filmer. Han deltog bland annat i Documenta i Kassel 2002.